# Volker Tiemann
Volker Tiemann (* 16. September 1963 in Kiel) ist ein deutscher Bildhauer.

## Leben und Werk
Volker Tiemann studierte nach seinem Abitur 1983 und einem Steinmetzpraktikum von 1986 bis 1992 Freie Kunst an der Muthesius Kunsthochschule in Kiel bei Jan Koblasa. 1989 ging er mit einem Erasmusstipendium zum Studium an das Norfolk Institute of Art and Design, Norwich (Großbritannien). 
Volker Tiemann ist Mitglied im Deutschen Künstlerbund. Er lebt als freier Künstler in Kiel.
Tiemann gehört zu einer Generation jüngerer Künstler, die ihre Wurzeln einerseits in der klassischen Bildhauerei sehen und andererseits radikale neue Positionen beziehen, die dieses Medium gleichzeitig kritisch hinterfragen. Die Arbeiten des Künstlers zeigen Humor und eine scheinbare Leichtigkeit, die jedoch in krassem Gegensatz zu der aufwändigen handwerklichen und technischen Perfektion ihrer Verwirklichung zu stehen scheint. So weicht der vordergründige Witz beim Betrachter schnell einem existentiellen Nachdenken über Kunst, Mensch und Welt.
Volker Tiemann gelingt es mit seinen Werken, die sich in Ausstellungen zu raumgreifenden Szenarien erweitern, „gedrängt und in raschen Abfolgen, Momente der Wirklichkeit für Augenblicke außer Kraft zu setzen, um dem Betrachter in der Rückbesinnung auf die Wirklichkeit eine Erfahrung und Erkenntnis zu ermöglichen, die ihm die Außenwelt nicht mehr in dieser Unmittelbarkeit bieten kann.“ (Arne Rautenberg: Gedanken über die Nachahmung der Wirklichkeit zum Zweck der Wiederherstellung des reinen Blicks. In: Wenn keiner singt, dann ist es still. Kiel 2004, S. 13).
Das Werk Volker Tiemanns verfügt über ein breites Spektrum bildhauerischer Gesten, die sich auch in Bereiche des Bildhaften und Fotografischen vorwagen und mit ihrer Montage heterogener Materialien und Fundstücke der zeitgenössischen Skulptur eine eigene Position hinzufügen.
„Es gibt Kunstwerke und es gibt den Rest der Welt. Dazwischen liegt ein Grenzbereich mit Übergangslösungen.“ sagte Tiemann anlässlich seiner Ausstellung im Brunswiker Pavillon in Kiel, die ihm 2005 als Preisträger der Landesschau des BBK Schleswig-Holstein eingerichtet wurde.
1999 widmete der NDR dem Künstler ein Porträt mit dem Filmbeitrag „Kalkulierte Improvisation“ im Rahmen der Ausstellung und Filmreihe „KunstStreifzüge in Schleswig-Holstein“ (Regie: Michael Engler).

## Auszeichnungen und Stipendien
- 1993: Reisestipendium des NordwestLotto Schleswig-Holstein / Arbeitsaufenthalt in New York, USA
- 2002: Stipendium Cité Internationale des Arts, Paris, Frankreich
- 2004: Artist in residence, Hotel Pupik, Schrattenberg, Österreich
- 2005: Preisträger der Landesschau des BBK Schleswig-Holstein
- 2013: Arbeitsstipendium der Kulturstiftung des Landes Schleswig-Holstein
- 2013: Artist in residence, Museum Kunst der Westküste, Föhr

## Arbeiten in öffentlichen Sammlungen
Stadtgalerie Kiel, Kulturamt der Landeshauptstadt Kiel, Kulturstiftung des Landes Schleswig-Holstein, Sparkassenstiftung Schleswig-Holstein, Sammlung des Landes Schleswig-Holstein, Kunstverein Flensburg, Museumsberg Flensburg, Buxtehude-Museum, Städtisches Museum Eppingen, Elbeforum Brunsbüttel, Museum Kunst der Westküste Föhr

## Arbeiten im öffentlichen Raum
- 2004: Zerstreute Betrachtungen, Eppingen
- 2005: Selbst nach Degas, Buxtehude-Museum
- 2007: Großes Stück für Tasse und Turm, Eppingen
- 2008: Was das Schwimmen so sympathisch macht – für einen Moment ist es egal, dass man nicht fliegen kann., Kronshagen
- 2008: Großes Stück für Flensburg, Flensburg
- 2009: Blaues Pferd, kunst:raum sylt quelle, Sylt
- 2010: Großes Stück über die Schwerkraft Nr. 1 - Hocker und Haus, Tornesch
- 2011: Großes Stück über die Schwerkraft Nr. 2 - Haus am See mit Wolke, Esch-sur-Sûre/Insenborn, Luxemburg*
- 2015: Kreuz für den Raum der Stille, Landtag des Landes Schleswig-Holstein*
- 2016: Großes Stück über den Rechten Winkel, Flintbek bei Kiel
- 2017: Großes Stück über Wand und Lampe, Rendsburg
- 2018: Großes Stück mit Tisch und Tuch, Neumünster

## Einzelausstellungen (Auswahl)
- 1999: Sie gingen gemeinsam und aßen aus einer Tüte Fruchtbonbons, Galerie Prima Kunst, Kiel (mit Rolf Bier)
- 2000: Ein Glas Wasser, Galerie Breitengraser – contemporary sculpture, Berlin
- 2000: Ein Teil für das Ganze, Galerie Kunst und Co, Flensburg
- 2001: In Basel war es auch sehr schön, Produzentengalerie Oha Kunst, Eutin
- 2002: Kleine Stücke, Galerie Stücker, Brunsbüttel
- 2003: ...und wir neigen im Allgemeinen zu größeren Pinseln, Künstlerhaus Sootbörn, Hamburg
- 2003: Mit Schwung und ohne Plan ist er in die Kutsche gestiegen, Kunstverein Wunstorf
- 2003: Trendwände, Kunstraum Düsseldorf
- 2004: Zerstreute Betrachtungen. Arbeiten zum Eppinger Kreisel, Stadtmuseum Eppingen
- 2004: Wenn keiner singt, dann ist es still. Schmidbauer/Tiemann, Stadtgalerie Kiel
- 2005: Selbst nach Degas, Museum Buxtehude
- 2006: Gegenzug. Lichtinstallation, Ausstellungsfenster Gegenzug, Köln
- 2006: Mein linker Arm beim Frühstück, Galerie Ruth Sachse, Hamburg
- 2006: Übergangslösungen. Landesschaupreis, Brunswiker Pavillon, Kiel
- 2007: Langfristige Planung kannten sie nicht, Galerie Ardizón, Bregenz, Österreich (mit Uli Vonbank-Schedler)
- 2008: Stücke für Bühl, Friedrichsbau, Bühl
- 2009: Große Stücke und andere Gegenstände, Galerie Ruth Sachse, Hamburg
- 2009: Kunst im Landtag - Paare, Schleswig-Holsteinischer Landtag, Kiel (mit Anna Lena Straube)
- 2012: Stücke über die Schwerkraft, Museumsberg, Flensburg
- 2013: Stücke über die Schwerkraft No.2, Kunstverein im Reuchlinhaus, Pforzheim
- 2013: Schaf bei Licht und andere Stücke, Whitesquare gallery, Berlin
- 2013: Anordnung und Klarheit, Galerie im Marstall, Ahrensburg
- 2014: Rautenberg und Tiemann in Kappeln, Kunsthaus Hänisch
- 2014: Zeichnungen und Tische, Pole-Poppenspäler-Museum, Museum Schloss vor Husum
- 2014: Zufall und Notwendigkeit, Kunstverein Buchholz und Kulturkirche St. Johannis, Buchholz
- 2015: Von Tischen und Wänden, Galerie Kramer, Bremen
- 2015: Im Östlichen Hügelland, Saarländisches Künstlerhaus, Saarbrücken
- 2016: Weltkonstruktion und Tiefengrund, Museen im Kulturzentrum Rendsburg, Rendsburg
- 2018: universal möbel – Skulpturen von Volker Tiemann, Wenzel-Hablik-Museum, Itzehoe